# 전러시아의 황제
전러시아의 황제 및 전제자(러시아어: Император и Самодержец Всероссийский)는 1721년 표트르 1세 때부터 1917년 니콜라이 2세 때까지 러시아 제국의 황제 칭호다. 대북방전쟁에서 승리한 표트르 1세가 이반 4세가 만들어 그 전까지 사용되던 "전러시아의 차르" 칭호를 서구식으로 바꾼 것이 유래다.

러시아 황제의 제관.

러시아 제국 기본법 제1조는 "전러시아의 황제는 독재군주이며 무제한군주이다. 황제의 최고 권위에 복종하는 것은 두려움 뿐 아니라 양심의 발로이기도 하다. 신께서 그리 명령하신다."는 내용이다. 이 조항이 단적으로 보여주듯 러시아의 황제는 거리낄 제도적 수단이 전무한 전제군주였다. 제정폐지 직전인 20세기의 황제의 정식 칭호는 기본법 제37조에 의거하여 다음과 같았다.
| “ | 하느님의 은총을 받으시는 모스크바와 키예프와 블라디미르와 노브고로드 전러시아의 황제이며 전제자, 겸 카잔의 차르, 아스트라한의 차르, 폴란드의 차르, 시베리아의 차르, 케르소네소스 타우리크의 차르, 그루지야의 차르, 겸 프스코프 영주이며 스몰렌스크와 리투아니아와 볼히니아와 포돌리아와 핀란드의 대공, 겸 에스틀란드와 리블란드와 쿠를란드와 세미갈리아와 사모기티아와 벨로스토크와 카렐리야와 트베르와 유고르스키란드와 페름과 뱌트카와 볼가르 등의 공작, 겸 니즈니노브고로드와 체르니고프와 랴잔과 폴로츠크와 로스토프와 야로슬라블과 벨로제르스크와 우도르스키란드와 옵도르스크와 콘디아와 비텝스크와 브치슬라프의 영주이며 대공, 겸 모든 북방 국가들의 주인, 겸 이베리아와 카르틀리와 카바르디아와 아르메니아의 영주, 겸 체르케스와 산악지역 공후들 등의 세습주권자이며 지배자, 겸 튀르케스탄의 영주, 겸 노르웨이의 후계예정자, 겸 슐레스비히홀슈타인과 스토르마른과 디트마르셴과 올덴부르크 등등의 공작. | ” |

## 같이 보기
- 신성통치종무원
- 모스크바 및 전 루스 총대주교
- 러시아 관등제